# Walter Zinzen
Walter Zinzen (Antwerpen, 16 mei 1937) is een Vlaams journalist op rust, maar schrijft nog regelmatig opiniestukken voor het tijdschrift MO* en de dagbladen De Standaard en De Morgen, geeft lezingen en wordt dikwijls gevraagd als Congo- of politiek deskundige bij Vlaamse tv- en radio-programma's.

## Biografie
Geboren en opgegroeid in Antwerpen, maar met Duitse roots: “Mijn grootmoeder kwam uit Aken. Telkens als ik in Duitsland ben, is het nog altijd een beetje heimkommen. Ik heb het mijn vader kwalijk genomen dat hij thuis nooit Duits sprak. Ik heb het moeten leren aan de universiteit.” 
Zinzen deed zijn middelbare studies aan het Xaveriuscollege in Borgerhout en was daar ook lid van de jeugdbeweging KSA Xaverius. Nadien studeerde hij filosofie bij de Witte Paters in Boechout en daarna Germaanse filologie aan de Katholieke Universiteit Leuven. In 1963 vertrok hij naar Congo om er drie jaar les te geven, hij werd leraar Nederlands, Engels en Duits aan een meisjesschool in Lubumbashi. Hij ontdekte er Afrika en het continent bleef hem sedertdien boeien.
Walter Zinzen begon als journalist bij de Gazet van Antwerpen en de BRT-radio. In 1967 ging hij aan de slag bij de tv-nieuwsredactie. Hij werkte er (ook bij de latere VRT) als presentator, verslaggever en eindredacteur van Het Journaal, Terzake en Panorama en had van 1999 tot 2002 zijn eigen programma, Zinzen. In 1997 werd hij Chef Duiding tot aan zijn pensioen in 2002. Hij was ook actief in allerlei organisaties. Van 1995 tot 1996 was hij voorzitter van het Nationaal Centrum voor Ontwikkelingssamenwerking. Van 2001 tot 2006 was hij mede-voorzitter van de vzw Africalia, een door de toenmalige staatssecretaris Eddy Boutmans opgerichte vereniging om cultuur aan te wenden als instrument voor ontwikkeling.
Zinzen publiceerde in 2006 een boek over de Belgische politiek: De wereld is een schouwtoneel maar wie doet de regie?. Het is een zoektocht naar het functioneren van de parlementaire democratie en de gevaren die haar bedreigen. Ook als Congo-expert publiceerde hij enkele boeken: Mobutu, van mirakel tot malaise (1995), Kisangani, verloren stad (2004), Oost-Congo, het verloren paradijs (2009) en Mobutu, de Luipaard. In 2013 verscheen Mens, erger je, een pamflet over particratie en ongerijmdheden van de staatshervormingen en in 2020 zag Migranten aller landen het licht, een oproep tot mededogen "gebaseerd op feiten in plaats van verzinsels".
Op 21 juli 2001 kreeg Zinzen tijdens de Gentse Feesten op Sint-Jacobs de Prijs voor de Democratie voor zijn rol als journalist en het naar hem genoemde televisieprogramma. De jury bekroonde Zinzen als eerbetuiging aan journalisten die een beroepsdeontologie boven de marktwetten en verkoopcijfers stellen. De jury wilde hiermee tevens benadrukken dat ze van oordeel was dat het publieke debat, van levensbelang voor een politiek democratie onder grote commerciële druk staat en dreigt te verschrompelen.
Na zijn beroepscarrière bleef Zinzen actief, maar dan als links opiniemaker. Hij schrijft opiniestukken en is geregeld te gast in politieke duidingsprogramma's. Sinds 2020 is hij columnist voor De Morgen.

## Privé
Walter Zinzen is de partner van de voormalige actrice en televisiemedewerkster Kris Smet. Hij heeft twee zonen, waaronder een professor aan de VUB.
- International Standard Name Identifier: 0000 0000 3990 1755
- Library of Congress Control Number: n2005092876
- Nederlandse Thesaurus van Auteursnamen: 070874751
- Virtual International Authority File: 9262747
- WorldCat: E39PBJtxgGfGCCBGFYpHbBDTHC